# 澳洲盜龍屬
澳洲盜龍屬（屬名：Ozraptor）是獸腳亞目阿貝力龍超科恐龍的一屬，生存於侏儸紀中期的澳洲。澳洲盜龍、瑞拖斯龍是目前已知生存年代最早的澳洲恐龍，也可能是目前已知最古老的阿貝力龍超科恐龍。

## 發現與命名
在1967年，四位12歲的伯斯學生在傑洛頓－格林諾夫市近郊發現一個骨頭化石，他們將化石帶給西澳大學的Rex Prider教授鑑定。Rex Prider教授將化石做了鑄模，將鑄模寄到倫敦自然史博物館。當倫敦自然史博物館首次研究澳洲盜龍的化石時，這些骨頭被認為屬於烏龜。在1998年，約翰·艾伯特·隆（John Albert Long）與拉弗·莫納兒（Ralph Molnar）重新鑑定這些骨頭，認為這個腿部骨頭屬於某種獸腳亞目恐龍。
在1998年，約翰·艾伯特·隆與拉弗·莫納兒將這個化石進行敘述、命名，模式種是蘇波塔澳洲盗龍（Ozraptor subotaii），也是目前的唯一個種。屬名意為「澳洲盜賊」，「Oz」是近代起對澳洲的暱稱，「raptor」在拉丁文意為盜賊。種名則是以1982年電影《王者之劍》（Conan the Barbarian）的盜賊角色蘇波塔為名。

## 化石特徵
正模標本（編號UWA 82469）是一個左脛骨的下半部，發現於Colalura砂岩組地層，地質年代約1億7000萬年前，相當於巴柔階中期。澳洲盜龍、瑞拖斯龍是目前已知生存年代最早的澳洲恐龍。
這個標本長度為8公分、寬度為4公分。根據估計，脛骨的完整長度約為17到20公分，而完整長度約為2公尺。根據這個部分脛骨，已鑑定出澳洲盜龍的三個可鑑定特徵：距骨升突呈矩形且上端筆直、脛骨與距骨的接觸面有垂直稜脊、脛骨的中段骨髁發展不明顯。

## 分類
因為目前僅發現一個部分腿部骨頭，所以很難將澳洲盜龍分類。澳洲盜龍被命名時，被歸類於獸腳亞目的分類未定屬。在2004年，湯瑪斯·荷茲（Thomas Holtz）提出澳洲盜龍屬於鳥獸腳類。在2005年，奧利佛·勞赫（Oliver Rauhut）的研究顯示澳洲盜龍的確屬於獸腳亞目，並根據脛骨與距骨接觸面的明顯中線垂直稜脊，而提出澳洲盜龍是阿貝力龍超科的一屬。如果屬實，澳洲盜龍將成為已知最古老的阿貝力龍超科恐龍。

## 外部連結
- （英文）澳洲盜龍簡介 （页面存档备份，存于） - Dinosaur Encyclopaedia
- （英文）澳洲盜龍 （页面存档备份，存于） - Dinodata
- （英文）角鼻龍下目 - The Thescelsosaurus
- （英文）蘇波塔澳洲盗龍 - The Theropod Database